# Henry Wigley
Henry Rodolph Wigley (ur. 2 lutego 1913 w Fairlie, zm. 15 września 1980 w Christchurch) – nowozelandzki pilot lotniczy i przedsiębiorca.

## Życiorys
Henry Wigley urodził się 2 lutego 1913 roku w Fairlie. Ukończył Christ’s College w Christchurch. Przed skończeniem 20 roku życia rozpoczął naukę pilotażu lotniczego, w październiku 1935 roku uzyskując licencję A pilota lotniczego. Na początku lat 30. XX wieku został zatrudniony w założonej przez jego ojca, Rodolpha Wigleya, firmie Mount Cook Tourist Company.
Uprawiał narciarstwo. W latach 1936–1937 był kapitanem narciarskiej reprezentacji Nowej Zelandii, a w 1936 roku został mistrzem tego kraju w zjeździe. W roku 1935 i 1938 zdobywał złote medale odbywających się na Mount Cook Ski Jump mistrzostw Nowej Zelandii w skokach narciarskich, w 1937 roku brał też udział w zawodach międzynarodowych z udziałem amerykańskich narciarzy, zajmując w otwartym konkursie skoków o mistrzostwo kraju 6. pozycję (drugą wśród Nowozelandczyków).
W 1938 roku został pilotem komercyjnym w niewielkiej linii lotniczej Mount Cook Airline. W lutym 1940 roku wstąpił do Royal New Zealand Air Force. Przez kolejne dwa lata zajmował się szkoleniem przyszłych lotników w okolicach Dunedin, w sumie przygotowując ponad 100 Nowozelandczyków do roli pilotów lotniczych. Następnie do końca II wojny światowej był pilotem myśliwskim nad Pacyfikiem – najpierw w Dywizjonie 12, później pełniąc rolę dowódcy Dywizjonu 19, a następnie dowodząc grupą 4 dywizjonów mających bazę na Wyspie Bougainville’a. W uznaniu dla jego działań w czasie II wojny światowej, 11 stycznia 1946 roku otrzymał tytuł wojskowego Oficera Orderu Imperium Brytyjskiego (OBE).
Po zakończeniu działań wojennych został współzałożycielem, a później prezydentem aeroklubu w Timaru (ang. South Canterbury Aero Club). Był też pionierem ratownictwa lotniczego w Alpach Południowych. Wkrótce później jednak poświęcił się pracy w założonej przez jego ojca firmie, która przyjęła wówczas nazwę Mount Cook and Southern Lakes Tourist Company (w 1976 roku przemianowano ją z kolei na Mount Cook Group), w której objął funkcję dyrektora zarządzającego. W kolejnych latach zajmował się popularyzacją narciarstwa, a także rozwojem turystyki i transportu. W połowie lat 50. XX wieku wprowadził do użytku zmodyfikowaną wersję samolotu, wyposażając go, oprócz kół, w drewniane płozy (jako pierwszy na półkuli południowej – 22 września 1955 roku tak przygotowaną maszyną wylądował na Lodowcu Tasmana zapoczątkowując nowy sposób transportu na obszar Alp Południowych. W czasie jego działalności Mount Cook Group stała się największą prywatną organizacją turystyczną w Nowej Zelandii.
14 czerwca 1969 roku za zasługi na rzecz rozwoju turystyki przyznano mu tytuł cywilnego Komandora Orderu Imperium Brytyjskiego (CBE), a za zasługi na rzecz rozwoju turystyki, podróżowania oraz przemysłu lotniczego został awansowany do tytułu cywilnego Rycerza Komandora Orderu Imperium Brytyjskiego (KBE).
Opublikował dwie książki – „Ski-plane adventure” (1965) oraz „The Mount Cook way” (1979).
15 września 1980 roku podczas gry w golfa w Christchurch doznał zawału mięśnia sercowego i zmarł.

## Życie prywatne
Jego rodzicami byli Rodolph Wigley i Jessie Christie Wigley (z domu Grant). 16 września 1939 roku w Timaru poślubił Isabellę Jessie Allport, z którą miał później pięcioro dzieci (jednego syna i cztery córki).